# 陳盈豪
陳盈豪（チェン・インハウ、1975年 - ）は、台湾のコンピュータ技術の鬼才でCIHを製作した人物である。「Software Magician（ソフトウェアの奇術師）」の異名を持つ。

## 人物
陳が製作した「CIH」は、俗に「チェルノブイリ・ウイルス」と呼ばれたが、陳自身はCIHをチェルノブイリ原子力発電所事故と関連させる意図はなく、名称も陳の英語名のイニシャルから名付けられたものであった。
陳は小学生の頃からMS-DOSを搭載したIntel 80286のコンピュータにてプログラミングに慣れ親しんでおり、両親は陳の才能を認めてIntel 80386のコンピュータを買い与えるなどの支援を行った。しかし、余りにもBBSやオンラインゲームにのめり込む陳を心配し、両親はコンピュータの電源をロックする処置を行ったが、陳は両親が寝静まった夜中にメインフレームへアクセスする為のシェルを立ち上げ、ハッカーじみた行動を行っていたという。陳は高校入学後に本格的にBASICやC言語を専攻し始め、Windows 95の登場後はWindowsカーネルのデバッグに没頭し、この作業の中でMicrosoft Windows 95/98/Me系列のOSの致命的なセキュリティホールを発見した事で、後のCIHの製造へと繋がる技術力を獲得した。この頃から陳のプログラミング技術の高さは学内に広く知られるところとなり、コンピュータゲームの製作に励む多くの学生が陳にアドバイスを求めたという。
1998年5月、大同大学情報工学科二年生だった陳は、アンチウイルスソフトウェアの広告が百パーセント虚偽である事を立証すべく、当時のあらゆるアンチウイルスソフトのサーチを潜り抜ける実験としてCIHを製作した。彼の実験を知らないクラスメイト達は、実験に使われたコンピュータを使用する事で、記録メディアやローカルエリアネットワークなどを介してCIHを拡散させていった。CIHは非常に容量が小さく、自身でソースコードを変化させながら、他のコンピュータに感染を拡大させるという従来のコンピュータウイルスに類例の無い動作を行った。また、CIHはHDDの未使用領域に潜伏し、見かけ上は感染前後でHDDの使用容量が変化しないため、当時のアンチウイルスソフトでは検出が極めて困難であり、台湾や韓国を中心に大量のコンピュータに感染が拡大、CIHは1999年4月26日と2000年4月26日に2回発作をおこし、世界的に多大な損害を引き起こすこととなった。オリジナルのCIHは700バイト少々の容量ながらも、BIOSやMBR領域を上書きする事でコンピュータを使用不能に追い込む、当時としては非常に破壊的な動作を行うものであったが、陳自身はクラッキング攻撃や大規模なサイバーテロに用いる意図はなく単なる閉鎖環境における実験と考え、ウイルスそのものに自らのイニシャルであるCIHの名を与えた事で、当局による早期特定に繋がってしまった。CIHの大量感染事件は1995年以降のインターネットの普及下における、コンピュータウイルスのパンデミック事例の中でも最も深刻なペイロードの一つとしてウイルス史に記録されており、「コンピュータウイルスがハードウェアを直接破壊できるか？」という重要な命題をコンピュータウイルス研究者たちに投げかける事にも繋がった。
1999年4月30日、CIH最初の発作から4日後、台湾の警察はウイルスを製造した陳の存在を突きとめた。しかし、当時陳が中華民国国軍の徴兵を受け入営中であった事や、当時の中華民國刑法にコンピュータ・ウイルス製造に関する罰則が存在しなかった事から、刑事事件としての立件は見送られ、民事事件として告訴されるに留まった。中華民国立法院は一連の事件でのサイバー法制の不備を重く見て、2003年6月25日に中華民国刑法 民國92年修正法 にて、第二編 分則に第三十六章「妨害電腦使用罪」を追加した。
拘留中の陳は世界中のコンピュータに被害を与える悪意はなく、純粋にアンチウイルスソフトの誇大広告を覆したい好奇心からCIHを製作したと供述し、深い反省の意を示した。彼は当初CIHが極めて広範囲に拡散する事は想定しておらず、大同大学のサーバを始め、多くのコンピュータが1999年4月26日にクラッシュしていく光景を目の当たりにした事で、事の重大さを初めて理解したという。同時に、自分自身が世界のニュースの主役となる事態も想定しておらず、4月30日に大勢のマスコミと共に刑事警察局が自宅に押し寄せた際には目眩を起こし昏倒しかけたという。同年10月、軍務から復員した陳は台湾のLinuxディストリビューションである「XLinux」の製作会社、網虎國際股份有限公司にスタッフとして入社し、2000年には陳自らCIHに特化したワクチンプログラムの「AntiCIH」を製作しインターネットを通じて配布を行った。「AntiCIH」はCIHの発作からコンピュータを守る予防接種であり、CIHが発作を起こす毎年4月26日前後にダウンロードが呼び掛けられていた。
その後、大同大学の課程を修了した陳はギガバイト・テクノロジーに転じ、2009年当時は携帯電話のプログラミングのシニアエンジニアとして在職、定期的に刑事警察局のサイバー犯罪対策課である「科技犯罪防制中心」と連絡を取りながら、詐欺電話のフィルタリングや早期警戒機能の開発を支援していた。私生活ではインターネット依存症であった自身の前半生の反省から、登山や散策など自然を愛するライフスタイルを重視し、インターネットを通じて子供達に自然の楽しさを伝える活動を行っていたという。2012年には徒歩で台湾島一周の旅を達成し、2013年からはAndroidスマートフォンの写真管理アプリケーション「8tory」の運営会社を自ら立ち上げ、CEOに就任している。